# 努比亞盤鱉
努比亞盤鱉（學名：Cyclanorbis elegans）是盤鱉屬下的一種鱉，分布于中非和北非，甲壳长可达70厘米。
20世纪中期以后就很少有这种鳖的目击记录了，因此它在分布区内的大部分地区可能已经灭绝。2019年，科学家才在南苏丹的白尼罗河找到一群努比亚盘鳖。

## 保育狀況
其被列為《瀕危野生動植物種國際貿易公約》附錄二的物種，被限制出口及貿易。